# Euklid
Euklid el. Euklid af Alexandria (født ca. 325 f.Kr., død 265 f.Kr.), var en græsk matematiker, som levede i Alexandria, Egypten sandsynligvis under Ptolemaios 1., der herskede i Egypten 323 – 283 f.Kr. Euklid anses ofte for stamfaderen til geometri. Hans mest populære værk Elementer anses for den mest succesfulde lærebog i matematikkens historie. Dette var stort set en samling af den daværende græske matematik fra ca. 500 f.Kr. til ca. 300 f.Kr. I denne bog deduceres egenskaberne for geometriske objekter fra en lille gruppe aksiomer. Euklid skrev også om andre emner, f.eks. optik, men disse værker er enten gået tabt eller kun bevaret i fragmentarisk form.
Der er ikke meget kendt om Euklids liv, og hovedparten af vor viden om Euklid stammer fra Proclus.